# ラッセル・ハルス
ラッセル・アラン・ハルス（Russell Alan Hulse、1950年11月28日 -）はアメリカ人物理学者。重力研究の新しい可能性を開いた新型連星パルサーの発見により、ジョゼフ・テイラーとともに1993年度のノーベル物理学賞を受賞した。パルサーと重力波を専門としている。

## 初期
ハルスはニューヨークで生まれ、ブロンクス科学高校とクーパー・ユニオンで学んだ。後にマサチューセッツ大学アマースト校に進学し、1975年にここで物理学の博士号を取得した。

## 中期
彼はここでテイラーとともに、プエルトリコのアレシボ天文台を使った、パルサーの大規模な探索をしていた。この探索で初めて連星パルサーが発見された。
1974年、ハルスとテイラーはパルサーと暗い伴星でできた連星パルサーPSR B1913+16を発見した。中性子星は回転して安定な電波を放出し、重力を凝縮している。ハルス、テイラーらは初めて見つかったこの連星パルサーを一般相対性理論の確かな検証の手段とした。この放射エネルギーの近似は、アルベルト・アインシュタインによって四重極放射の方程式に記述された。
1979年、研究者たちはパルサーの回転速度がわずかずつ上昇していると報告した。これは、二つの回転体が重力波を放出していることの初めての証拠だった。

## 後期
博士号取得後、ハルスはウェストバージニア州グリーンバンクにあるアメリカ国立電波天文台でポスドクとして研究を始めた。彼は後に、長年研究を行ったプリンストン大学プラズマ物理学研究所（PPPL）に戻ってきた。彼は科学教育に関する仕事も行い、2003年にテキサス大学ダラス校の物理学、数学、科学教育の客員教授に就任した。現在、同校副総長をつとめる。
1993年、ハルスとテイラーは新型連星パルサーの発見によりノーベル物理学賞を受賞した。2003年にはアメリカ科学振興協会のフェローにも選ばれた。